# Jonas Usdorphius
Jonas Usdorphius, född 6 april 1652 i Mellby församling, Jönköpings län, död 22 februari 1719 i Borgs församling, Östergötlands län, var en svensk präst.

## Biografi
Usdorphius föddes 1652 i Mellby församling. Han var son till bonden Nils Jonsson och Ingeborg Tufvesdotter på Ustorp. Usdorphius blev 1678 student vid Kungliga akademien i Åbo och prästvigdes 17 februari 1683. Han blev 1689 komminister i Järeda församling och 1690 komminister i Sankt Lars församling. Usdorphius blev 1693 komminister i Linköpings församling och 1695 kyrkoherde i Borgs församling (Löts församling ingick i pastoratet från 1696). Han avled 1719 i Borgs församling och begravdes 27 februari samma år i Borgs kyrka vid västra dörren.

### Familj
Usdorphius gifte sig med Birgitta Melander (död 1735). Hon var dotter till kronofogden Samuel Melander och Anna Jönsdotter i Kinda.